# 라소 (가수)
안드레스 비센테 라조 우슬라(스페인어: Andrés Vicente Lazo Uslar, 1988년 2월 18일 ~ )는 라소(Lasso)이라는 이름으로 잘 알려진 베네수엘라의 가수이다. 2011년에는 데뷔 앨범 Sin otro Sentido 를 발매했다.  처음 두 싱글인 "No pares de Bailar"와 "Sin otro Sentido"는 뮤직 비디오와 함께 발매되어 성공을 거두었다.  

## 음반 목록

### 음반
- 2011 – Sin otro Sentido

### 싱글
- 2011 – "No pares de Bailar"
- 2011 – "Sin otro Sentido"